# أوتو فيليب براون
أوتو فيليب براون (بالإسبانية: Otto Philipp Braun؛ بالألمانية: Otto Philipp Braun) هو عسكري ألماني وبوليفي، ولد في 13 ديسمبر 1798 في كاسل في ألمانيا، وتوفي في 24 يوليو 1869 في باد فيلدونغن في ألمانيا.